# Jure Cihlař
Jure Cihlař, slovenski slikar in karikaturist, * 8. september 1944, Golnik, † 3. november 2018.
Leta 1969 je diplomiral iz slikarstva na Akademiji za likovno umetnost v Ljubljani pri Francetu Miheliču. Od leta 1973 je živel v Portorožu, kjer je leta 1978 odprl likovno galerijo. Pripravil je več kot 40 samostojnih razstav, kot karikaturist je sodeloval pri časopisu Pavliha in drugih. 